# Església de Sant Esteve de Llémena
L'Església de Sant Esteve de Llémena és l'església parroquial de Sant Esteve de Llémena, del municipi de Sant Aniol de Finestres (Garrotxa), inclosa a l'Inventari del Patrimoni Arquitectònic de Catalunya.

## Descripció
És una església situada dalt d'un turó, a pocs quilòmetres del nucli urbà de Sant Esteve de Llémena. Disposa d'una sola nau amb capelles laterals, creuer que no es pronuncia a l'exterior i cúpula amb llanterna sostinguda damunt de trompes. La coberta és de teula àrab a dues vessants.
Disposa de cinc altars a les capelles laterals. A l'esquerra de la nau hi ha els altars dedicats a Sant Isidre amb Sant Antoni i el Sant titular del temple, i un altre amb la Mare de Déu del Roser. Al creuer hi ha dos altars, un amb Sant Josep i el seu fill, i un altre amb el Sagrat Cor. A la dreta de la nau hi ha un altar desaparegut, i un altre de la Puríssima concepció. Havia estat decorada amb motius geomètrics esgrafiats que cobrien tots els murs exteriors. Actualment els pocs que resten estan en molt malmesos i daten, segons consta en un dels angles de l'edifici, de 1763.
La torre campanar, situada damunt la porta d'ingrés, és de teulat de punxa a quatre vessants. El portal d'entrada està emmarcat amb carreus de pedra picada, amb motius ornamentals i figures alades. Sobre la porta hi ha un nínxol amb la imatge del sant. Adossat a la façana principal hi ha un porxo amb coberta de teula àrab a dues vessants reconstruït fa pocs anys.

## Història
S'ignopren dades històriques concretes que facin referència al temple de Sant Esteve, però el fet que la nau central és de volta de canó apuntat suggereix un possible origen romànic. En un dels angles de la nau veiem la data 1623. A la llinda de la porta principal figura l'any 1750.